# Michael Poeschke
Michael Georg Poeschke (* 27. März 1901 in Erlangen; † 10. Mai 1959 in Langenzenn) war ein deutscher Politiker (SPD). Er war von 1946 bis 1959 Oberbürgermeister der Stadt Erlangen.

## Leben bis 1933
Michael Poeschke wurde als neuntes Kind eines Schneidermeisters geboren. Ab 1915 absolvierte er eine Lehre als technischer Zeichner. Im gleichen Jahr trat er in die sozialistische Arbeiter-Jugend ein, deren Erlanger Gruppe er von 1919 bis 1923 leitete. 1919 trat er in die SPD ein. Ab 1923 war er Redakteur des Erlanger Volksblattes. 1924 wurde er zum 1. Vorsitzenden der Erlanger SPD gewählt.

## Erste Jahre des Nationalsozialismus
Poeschke wurde im März 1933 verhaftet und später ins Konzentrationslager Dachau gebracht. Ende April wurde er kurzzeitig für die Eröffnung des Bayerischen Landtages, dessen Mitglied er nach der Neu-Zusammensetzung geworden war, entlassen. An der Abstimmung über das bayerische Ermächtigungsgesetz am 29. April 1933, bei der die SPD-Fraktion mit „Nein“ stimmte, konnte er nicht teilnehmen; er musste wegen der in der Haft erlittenen Verletzungen ins Krankenhaus eingeliefert werden.
Am 30. Juni 1933 wurde Poeschke erneut im Konzentrationslager Dachau inhaftiert. Am 20. Juni 1934 wurde er entlassen, aber mit Berufsverbot belegt; er durfte auch nicht nach Erlangen zurückkehren und ging daher als Leiter einer Versicherungs-Außenstelle nach Oberschlesien. 1939 wurde er zur Wehrmacht eingezogen.

## Nach dem Zweiten Weltkrieg
Ende Juli 1945 wurde Poeschke aus der Kriegsgefangenschaft entlassen und kehrte nach Erlangen zurück. Am 6. August 1945 wurde er zum 2. Bürgermeister der Stadt Erlangen ernannt. Gut ein Jahr später, am 4. September 1946, wählte ihn der Erlanger Stadtrat als Nachfolger von Anton Hammerbacher zum Erlanger Oberbürgermeister. In diesem Amt wurde er 1948 durch den Erlanger Stadtrat sowie in Direktwahlen 1952 (92,4 Prozent der Stimmen gegen einen Kandidaten der KPD) und 1958 (57,8 Prozent gegen Heinrich Lades, CSU) bestätigt. Ab 1945 gehörte Poeschke auch dem mittelfränkischen Bezirkstag an, dessen Präsident er von 1954 bis 1959 war.
In die Amtszeit von Michael Poeschke als Oberbürgermeister fällt die Ansiedlung des Stammsitzes der Siemens-Schuckertwerke in Erlangen, die später in der Siemens AG aufgingen. Erlangen wurde dadurch zur modernen Industriestadt.
Engagiert war Poeschke auch im sozialen Wohnungsbau, zunächst mit der Gründung der „Sparaktion Sozialer Wohnungsbau“ 1948, die 1950 in die städtische Wohnungsbaugesellschaft GeWoBau überführt wurde. Bis 1956 entstanden bei der GeWoBau 6.000 Wohnungen.
Weiterhin förderte Poeschke die Erlanger Universität, unter anderem als Wiederbegründer des Universitätsbundes.

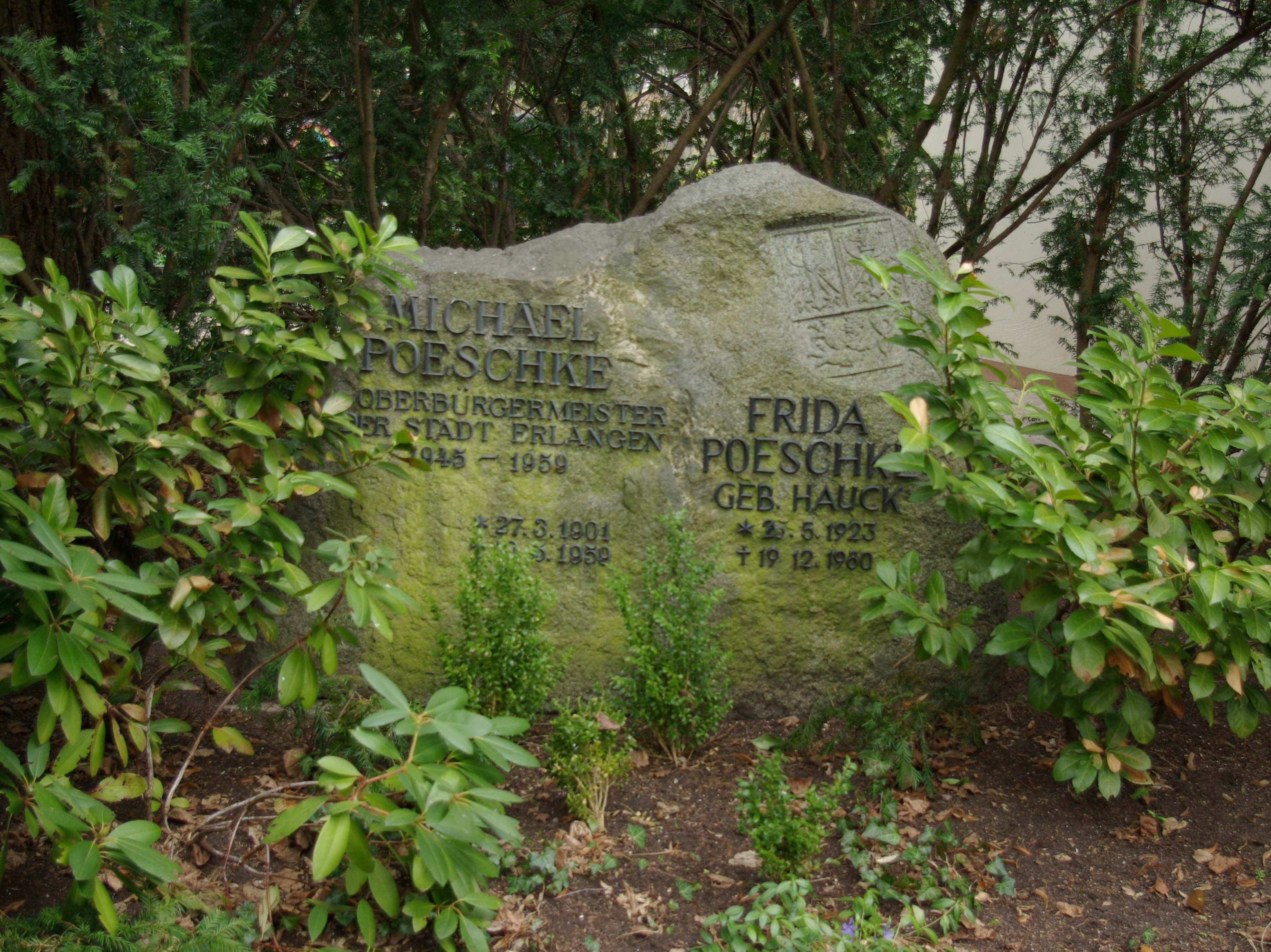
Grab von Michael und Frida Poeschke auf dem Zentralfriedhof in Erlangen

Michael Poeschke starb am 10. Mai 1959 durch einen Herzinfarkt. Zu seinem Nachfolger wurde Heinrich Lades (CSU) gewählt.

## Privates
Michael Poeschke heiratete 1928 Helene Ruppenstein (1902–1942). 1946 heiratete er Frida Hauck, die nach dem Tod ihres Ehemannes die Lebensgefährtin Shlomo Lewins wurde und mit diesem zusammen am 19. Dezember 1980 in Erlangen ermordet wurde.